# Moses Moody
Moses Josiah Moody (Little Rock, Arkansas, 31 de mayo de 2002) es un jugador de baloncesto estadounidense que pertenece a la plantilla de los Golden State Warriors de la NBA. Con 1,96 metros de estatura, juega en la posición de escolta.

## Trayectoria deportiva

### Universidad
Jugó una temporada con los Razorbacks de la Universidad de Arkansas, en la que promedió 16,8 puntos, 5,8 rebotes, 1,6 asistencias y 1,0 robos de balón por partido. Fue elegido novato del año de la Southeastern Conference y además incluido en el mejor quinteto de la conferencia.
El 9 de abril de 2021, Moody se declaró elegible para el draft de la NBA, renunciando a su elegibilidad universitaria restante.

#### Estadísticas
| Año     | Equipo   | PJ | PT | MPP  | %TC  | %3P  | %TL  | RPP | APP | ROB | TPP | PPP  |
| ------- | -------- | -- | -- | ---- | ---- | ---- | ---- | --- | --- | --- | --- | ---- |
| 2020–21 | Arkansas | 32 | 32 | 33.8 | .427 | .358 | .812 | 5.8 | 1.6 | 1.0 | .7  | 16.8 |

### Profesional
Fue elegido en la decimocuarta posición del Draft de la NBA de 2021 por los Golden State Warriors, equipo con el que firmó contrato el 5 de agosto.
El 16 de junio de 2022 se proclama campeón de la NBA por primera vez en su carrera, tras vencer a los Celtics en la Final (4-2).
Durante su segunda temporada, el 26 de enero de 2023 es asignado al filial de la G-League, los Santa Cruz Warriors para que dispute más minutos. Hasta ese momento había disputado 39 encuentros con el primer equipo, 3 de ellos como titular, con una media de 14,8 minutos por partido.

## Estadísticas de su carrera en la NBA
|  | Denota temporada en la que ganó un campeonato de la NBA |

### Temporada regular
| Año     | Equipo       | PJ  | PT | MPP  | %TC  | %3P  | %TL  | RPP | APP | ROB | TPP | PPP |
| ------- | ------------ | --- | -- | ---- | ---- | ---- | ---- | --- | --- | --- | --- | --- |
| 2021-22 | Golden State | 52  | 11 | 11.7 | .437 | .364 | .778 | 1.5 | .4  | .1  | .2  | 4.4 |
| 2022-23 | Golden State | 63  | 3  | 13.0 | .476 | .363 | .698 | 1.7 | .8  | .3  | .1  | 4.8 |
| 2023-24 | Golden State | 66  | 9  | 17.5 | .462 | .360 | .785 | 3.0 | .9  | .6  | .4  | 8.1 |
| 2024-25 | Golden State | 74  | 34 | 22.3 | .433 | .374 | .797 | 2.6 | 1.3 | .8  | .4  | 9.8 |
| Total   | Total        | 255 | 57 | 16.6 | .449 | .367 | .775 | 2.2 | .9  | .5  | .3  | 7.0 |

### Playoffs
| Año   | Equipo       | PJ | PT | MPP  | %TC  | %3P  | %TL  | RPP | APP | ROB | TPP | PPP |
| ----- | ------------ | -- | -- | ---- | ---- | ---- | ---- | --- | --- | --- | --- | --- |
| 2022  | Golden State | 13 | 0  | 8.1  | .536 | .538 | .667 | .6  | .3  | .2  | .2  | 3.2 |
| 2023  | Golden State | 12 | 0  | 13.4 | .535 | .591 | .917 | 2.6 | .7  | .4  | .3  | 5.8 |
| 2025  | Golden State | 12 | 2  | 16.1 | .350 | .333 | .824 | 2.2 | 1.2 | .5  | .3  | 7.1 |
| Total | Total        | 37 | 2  | 12.4 | .437 | .438 | .829 | 1.8 | .7  | .4  | .3  | 5.3 |